# Peter McKeefry
Peter Thomas McKeefry, né le 3 juillet 1899 à Greymouth en Nouvelle-Zélande et mort le 18 novembre 1973 à Wellington, est un prélat néo-zélandais qui fut archevêque de Wellington de 1954 à sa mort et premier cardinal néo-zélandais.

## Biographie

### Prêtre
Après des études au séminaire de Mosgiel (diocèse de Dunedin), il est envoyé à Rome terminer sa formation au collège Urbano de 1922 à 1926. Il est ordonné prêtre le 3 avril 1926 par le cardinal Basilio Pompilj, puis retourne en Nouvelle-Zélande comme secrétaire de l'évêque d'Auckland, où il est en particulier responsable des journaux The Month puis Zealandia du diocèse.

### Archevêque
Nommé archevêque coadjuteur de Wellington, évêque titulaire (ou in partibus) de Dercos (de), le 12 juin 1946, il est consacré le 19 octobre 1947 par le cardinal Norman Gilroy. 
Le 9 mai 1954, il est nommé archevêque métropolitain de Wellington, le premier d'origine néo-zélandaise.

### Cardinal
Peter Thomas McKeefry est créé cardinal par le pape Paul VI lors du consistoire du 28 avril 1969, avec le titre de cardinal-prêtre de l'Immacolata al Tiburtino. Il est le premier cardinal néo-zélandais. Il est membre de la Congrégation pour le clergé et de la Congrégation pour l'évangélisation des peuples.